# Маринич, Михаил Афанасьевич
Михаи́л Афана́сьевич Мари́нич (бел. Міха́іл Апана́савіч Мары́ніч; 13 января 1940, Старые Головчицы, Петриковский район, Гомельская область — 17 октября 2014) — белорусский государственный деятель.

## Биография
По образованию строитель.
С сентября 1957 г. по июль 1959 г. являлся учащимся Гомельского строительного училища № 12, с декабря 1960 г. по декабрь 1964 г. обучался в Белорусском политехническом институте по специальности «теплогазоснабжение и вентиляция» с присвоением квалификации «инженер-строитель» (диплом № 510019).
Начал свой трудовой путь в строительных организациях Минтрансстроя в качестве слесаря-сантехника Гомельского участка Минской монтажной конторы треста «Центротранстехмонтаж» с августа 1958 г. по декабрь 1960 г., после получения высшего образования продолжил с декабря 1965 г. по апрель 1969 г. и с августа 1971 г. по апрель 1974 г. в качестве мастера, старшего инженера, прораба и старшего прораба специализированного управления № 379 этого же треста.
По направлению Минтрансстроя апреля 1969 г. по август 1971 г. находился в служебной командировке в Афганистане.
С апреля 1974 г. по октябрь 1979 г. работал в должности начальника Минского специализированного управления № 4 треста «Белстройремонт».
С октября 1979 г. началась его карьера на должностях местного управления: по декабрь 1983 г. занимал должность заместителя председателя исполкома Московского районного Совета народных депутатов г. Минска. С декабря 1983 г. по ноябрь 1984 г. — председатель исполкома Московского районного Совета народных депутатов.
С ноября 1984 г. по май 1991 г. работал в должности заместителя председателя, председателя исполкома Минского городского Совета народных депутатов.
Начиная с мая 1991 г. карьера Михаила Маринича была связана с международными отношениями, по июль 1994 г. занимал должность первого заместителя Председателя Государственного комитета Республики Беларусь по внешним экономическим связям, а после его преобразования в министерство, с сентября 1994 г. до упразднения в декабре 1998 г. в должности Министра внешних экономических связей Республики Беларусь.
Дважды представлял Республику Беларусь в качестве посла. Указом Президиума Верховного Совета Республики Беларусь № 3017-XII от 18 мая 1994 г. был назначен на должность чрезвычайного и полномочного посла Республики Беларусь в Чешской Республике и по совместительству чрезвычайного и полномочного посла Республики Беларусь в Словацкой Республике и Венгерской Республике, присвоен дипломатический ранг чрезвычайного и полномочного посла. Проработал до 12 сентября 1994 г. (Приказ МИД Республики Беларусь № 649 от 12 сентября 1994 г.).
Посол по особым поручениям МИД (Приказ МИД № 14-л от 18 декабря 1998 г.).
Указом Президента Республики Беларусь № 37 от 20 января 1999 г. назначен на должность чрезвычайного и полномочного посла Республики Беларусь в Латвийской Республике. Являлся по совместительству чрезвычайным и полномочным послом Республики Беларусь в Финляндской Республике и Эстонской Республике до 9 августа 2001 г. (Указ Президента Республики Беларусь № 428)
Был избран депутатом Верховного совета Белоруссии 12-го созыва с 1990 по 1994 г., депутатом
Минского городского совета с 1991 г. по 1995 г.
Выставил свою кандидатуру на пост президента Белоруссии на выборах 2001 года — зарегистрировал инициативную группу, однако не смог собрать 100 тыс. подписей, необходимых для регистрации кандидатом в президенты (собрал около ста тысяч подписей, из которых 96 тысяч были поданы в избиркомы).
Возглавлял общественную организацию «Белорусская ассоциация „Деловая инициатива“», которая объединяла представителей деловых кругов и бизнеса, общественных и политических деятелей, людей науки и культуры.
26 апреля 2004 г. был арестован КГБ, 30 декабря 2004 г. был осуждён судом Минского района на 5 лет усиленного режима с конфискацией имущества по обвинению в завладении оргтехникой, которая была безвозмездно передана во временное пользование «Деловой инициативе» посольством США в Республике Беларусь. Американская дипломатическая миссия никаких претензий в использовании имуществом не предъявляла.
В 2006 году международная организация Amnesty International признала Михаила Маринича узником совести. В том же году освобождён по амнистии.
В 2008 вместе с Санниковым, Статкевичем и Ивашкевичем основал гражданскую кампанию «Европейская Беларусь»
В октябре 2010 года Комитет ООН по правам человека признал, что в отношении Михаила Маринича применялись пытки, а уголовное дело в отношении него было политической расправой.